# 艾哈邁德王子歷險記
《艾哈邁德王子歷險記》（德語：Die Abenteuer des Prinzen Achmed）是一部於1926年上映的德國童话動畫電影，由洛特·赖尼格編劇並執導。由於早期由奎里諾·克里斯蒂亞尼製作的兩部動畫長片已佚失，因此本片被廣泛認為是現存最早的動畫長片之一。影片的情節取材自《一千零一夜》中的多個故事，包括〈阿拉丁〉、〈艾哈邁德與帕里巴努〉以及〈烏木馬〉等。
本片採用由賴尼格首創的剪影動畫技術進行製作，具體做法為將紙板剪影與薄鉛片置於攝影機下進行操控，類似於東南亞的皮影戲風格。原版膠片經過色彩染色處理，增強視覺效果。此外，賴尼格在製作本片時亦使用了多平面攝影機的早期形式，這種裝置被視為數位動畫出現前最重要的動畫技術之一。該片製作期間吸引了多位當時著名的前衛動畫藝術家參與，包括瓦爾特·魯特曼、貝特霍爾德·巴托施與卡爾·科赫等人。

## 劇情大綱
故事以一名非洲巫師向哈里發展示他所召喚出的飛馬。當巫師拒絕以任何黃金交換飛馬時，哈里發承諾讓他任選一件寶物。巫師竟選中了哈里發的女兒蒂娜沙德（Dinarsade），令她驚恐不已。蒂娜沙德的哥哥艾哈邁德王子（Prince Achmed）堅決反對，卻被巫師哄騙乘上飛馬。艾哈邁德因不懂控制飛馬，被其帶離地面升入天空。巫師隨後遭到哈里發囚禁。
在學會控制飛馬降落後，艾哈邁德來到一座神秘的異國島嶼瓦克瓦克。當地有一群少女熱情迎接他，但在她們爭奪艾哈邁德的注意時，他乘馬飛離來到一處湖泊，目睹瓦克瓦克女王帕里·巴努（Pari Banu）與侍女們前來沐浴。帕里·巴努被發現時試圖逃跑，卻因其能飛行的羽衣被艾哈邁德奪去而無法離開。最終，艾哈邁德歸還羽衣並贏得她的信任，兩人相愛。帕里·巴努警告他瓦克瓦克的惡魔將試圖殺死他。此時巫師掙脫鐵鍊，以蝙蝠之形潛逃，並變身袋鼠尋找艾哈邁德。艾哈邁德追逐巫師時墜入深坑，與一條巨蛇搏鬥之際，帕里·巴努被巫師擄走並販賣至中國皇帝手中。巫師將艾哈邁德困於山頂巨石之下，所幸火焰山的女巫注意到他並將其救出。因巫師為女巫的宿敵，她遂協助艾哈邁德從皇帝手中救回帕里·巴努。然而，瓦克瓦克的惡魔再次將帕里·巴努擄走。艾哈邁德俘獲一隻惡魔，強迫其載他前往瓦克瓦克，但城門緊閉。
之後，艾哈邁德擊敗一隻攻擊阿拉丁的象蛇，並聽其講述經歷：阿拉丁原為貧窮裁縫，被巫師派往山洞取回神燈。因拒絕在交出神燈前離開洞穴，阿拉丁遭巫師封鎖於洞中。意外釋放燈神後，他命令燈神將自己送回家，並最終與蒂娜沙德成婚。某夜，阿拉丁的宮殿與蒂娜沙德一同消失，神燈亦被奪。阿拉丁遭哈里發誤解，只得逃亡，途中遭遇風暴漂流至瓦克瓦克，並險遭妖樹吞噬，為艾哈邁德所救。
艾哈邁德得知巫師為奪蒂娜沙德而陷害阿拉丁，怒火中燒。他告知阿拉丁巫師奪走了神燈與宮殿。此時女巫現身，表示唯有神燈才能打開瓦克瓦克之門，遂決定與巫師展開決鬥。二人展開魔法對決，變化萬端：巫師變為獅子、蠍子、禿鷹與大海蛇，女巫則化為蛇、公雞與鯨魚。最終，雙方回復人形，互擲火球，最後女巫將巫師擊斃。憑藉神燈，眾人得以進入瓦克瓦克，及時救出即將被處決的帕里·巴努。一場激戰爆發，一名惡魔奪走神燈，女巫成功奪回，並召喚燈神降妖。最終，一隻九頭怪將帕里·巴努擒獲，艾哈邁德斬斷一顆頭後卻增生兩顆，所幸女巫制止其再生，艾哈邁德得以將其擊斃救回心上人。
隨後，一座飛行宮殿降落地面。艾哈邁德、帕里·巴努、阿拉丁與哈里發一同找回蒂娜沙德。兩對戀人向女巫道別，乘宮殿返回王宮，故事至此圓滿結束。

## 製作

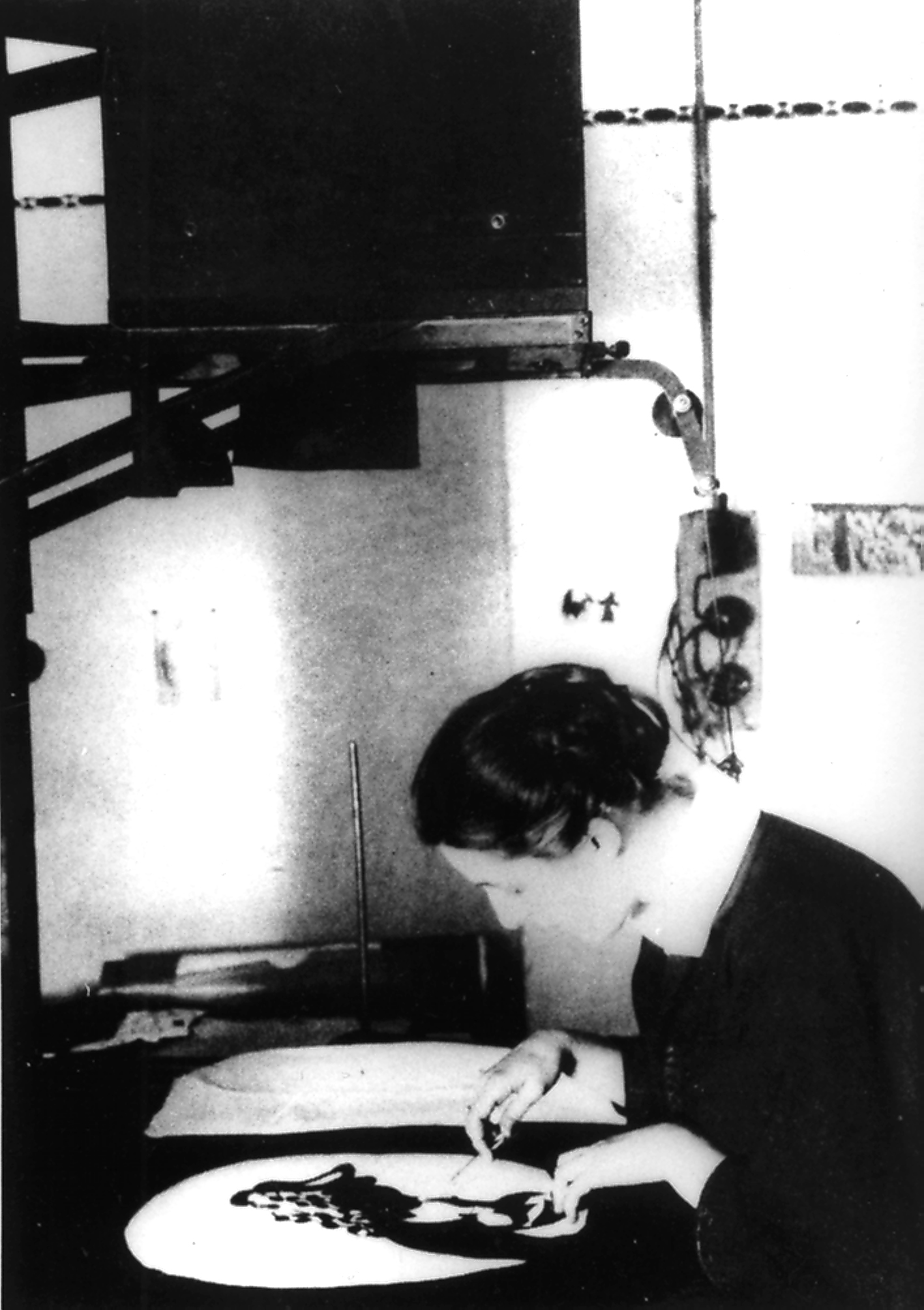
本片導演洛特·赖尼格，攝於1922年。

洛特·赖尼格從1923年開始製作《艾哈邁德王子歷險記》，歷時三年完成。由於每秒動畫需要24格畫面，每一格都需逐格拍攝，製作過程極為繁瑣。賴尼格選擇《一千零一夜》作為改編題材，是因為她希望呈現僅能透過動畫表現的奇幻事件。參與製作的團隊成員包括她的丈夫卡爾·科赫（Carl Koch）、瓦爾特·魯特曼（Walter Ruttmann）、貝爾托爾德·巴托什（Berthold Bartosch）、亞歷山大·卡爾丹（Alexander Kardan）與瓦爾特·圖克（Walter Turck）。電影由柏林銀行家路易·哈根（Louis Hagen）資助，他還提供了自家菜園車庫的閣樓作為工作室。
奥斯卡·费钦格製作了一台蠟雕切割機，用於視覺化多場魔法場景。製作團隊還使用了早期的多平面攝影機。為了創造特效畫面，他們透過在厚紙板上打孔並用強光照射製作星星效果，半透明紙張層疊模擬波浪，銀色紙片則用來呈現月光倒映的水面。在某些可動背景中，還使用了多層分層素材與兩份底片的組合，背景材質包括砂、顏料與肥皂。對於這些特殊技術，巴托什曾回憶：「我在多年創作中學到很多東西。肥皂，真的很了不起，什麼都能做。」

### 修復
電影原版為彩色染色膠片，但在修復之前流通的版本均為黑白。1998至1999年間，德國與英國的電影檔案館根據現存的硝酸底片進行修復工作，並使用德斯梅特彩色技術復原原始的染色影像。

## 家庭媒體
英語地區的DVD由Milestone Films發行，提供NTSC R1（Image Entertainment發行）與PAL R2（英國電影協會發行）版本。兩版本內容相同，皆提供德語內嵌英文字幕版本與英文旁白版本。

## 文化影響
華特迪士尼動畫工作室於1992年上映的動畫電影《阿拉丁》中出現一位名為「艾哈邁德王子」（Prince Achmed）的角色，即為對本片的致敬。此外，美國動畫影集《神臍小捲毛》中的集數〈The Answer〉也受到本片藝術風格的啟發。

## 音樂
本片原始配樂由德國作曲家沃爾夫岡·澤勒創作，並與動畫製作過程緊密合作完成。為了讓當時具備現場樂隊的大型劇院能夠精確配合動畫節奏，賴尼格特別製作了供管弦樂團使用的光學讀譜圖。

### 當代演奏
2006年10月，絲綢之路樂團於紐約魯賓藝術博物館即興演奏本片配樂，結合西方弦樂與如烏德琴、內伊笛、笙等樂器。該團於2007年2月在羅德島普羅維登斯的雅芳劇院再度演出。
倫敦樂團Little Sparta於2007年演奏本片配樂，並在同年Latitude音樂節、2009年愛丁堡藝術節以及2017年Mekonville藝術節等地演出。他們亦在英國各地劇院演出，並於2008年6月發行收錄部分配樂的EP。
紐約市的Morricone Youth於2012年演奏本片配樂，並於同年9月28日在布魯克林的夜鷹戲院首次現場演奏。Country Club Records於2016年發行包含六首曲目的黑膠EP。
西班牙樂團Caspervek Trio於2014年為演奏本片配樂，首演於維戈，後續於奥伦塞、利普托夫斯基米庫拉什（斯洛伐克）與馬德里等地演出。.蘇格蘭爵士四重奏S!nk於2017年於愛丁堡Hidden Door藝術節中演出，為封閉25年後重新開放的利斯劇院慶祝活動之一。
英國伯明翰皇家音樂學院的學生於2018年4月22日Flatpack影展期間在Dig Brew Co.首演。克里斯·戴維斯（Chris Davies）為2014年布拉德福動畫節（Bradford Animation Festival）開幕夜創作新配樂，結合現場與錄製樂器，並於英國與歐洲多地巡演。
本·本特爾（Ben Bentele）、大衛·奧爾德迪斯（David Alderdice）、丹尼爾·貝（Daniel Be）與凱特·波普（Cait Pope）於2023年4月22日，在美國科羅拉多州帕奧尼亞的Paradise Theater，首度演出他們創作並即興演奏的新配樂。該演出融合多樣世界樂器與電子元素。

## 評價
2007年影片重新上映期間，票房收入為100,156美元。
根据評論匯總网站爛番茄汇总的21篇评论文章，100%的评论家给予该作正面评价。该网站总结的评论家共识是“《阿克邁德王子歷險記》極致細膩的視覺效果與其令人著迷的故事相得益彰。”

## 外部連結
- 互联网电影数据库（IMDb）上《The Adventures of Prince Achmed (1926 film)》的资料（英文）
- 爛番茄上《艾哈邁德王子歷險記》的資料（英文）
- The Adventures of Prince Achmed at the TCM Movie Database
- The Adventures of Prince Achmed at The Big Cartoon DataBase（英语：The Big Cartoon DataBase）
- Nield, Anthony. . DVD Times Review. 2003.
- . methodshop. 15 November 2007.
- . Internet Archive. August 11, 2021  [2025年6月18日].